# ブロンテ・キャンベル
ブロンテ・キャンベル（Bronte Campbell、1994年5月14日 - ）は、オーストラリアの女子競泳選手。マラウイのブランタイヤ出身。
水泳界で最も成功を収めた姉妹ペアとして知られるブロンテ姉妹の妹。2歳年の離れた姉ケイト・キャンベルと同じ自由形を専門とし、4×100mフリーリレーでは姉妹で世界大会（オリンピック・世界選手権）の金メダルや世界記録を共有した。個人種目ではケイトのようにオリンピックメダルの獲得や世界記録を樹立することはできていないが、2015年カザン世界選手権では女子史上3人目となる50m・100m自由形の2冠を達成し、前回大会のケイトに続いて世界タイトルを獲得した。リレー種目では2016年リオデジャネイロオリンピック・2020年東京オリンピック・2024年パリオリンピックの4×100mフリーリレー金メダリスト。

## 経歴
南アフリカ出身の両親、会計士の父エリックとレジスタードナースの母ジェニーとの間に、5人兄弟姉妹の次女としてマラウイのブランタイヤに生まれた。両親は10年マラウイに滞在し、ブロンテも7歳までマラウイで育ったが、一家は母ジェニーが末っ子アビゲイルを妊娠中の2001年にオーストラリアに移住した。
水泳は元シンクロナイズドスイミング選手の母ジェニーから教わり、姉ケイト共にカバやワニを見ながらマラウイ湖で泳ぎ回った。姉妹は何度かカバと遭遇したという。
競泳を始めようと思ったきっかけは、6歳の時に2000年シドニーオリンピックをテレビで観戦し、グラント・ハケットが1500m自由形で金メダルを獲得したのを見てからだった。ブロンテはケイトと「いつか一緒にオリンピックに出よう」と話したという。
2001年にオーストラリアのブリスベンに移住後、ブロンテ7歳、ケイト9歳の時に、友達を作るため地元のインドロピリー・スイミングクラブに入り、約20年間師事することになるサイモン・キューザックの下で泳いだ。
ブロンテは当初背泳ぎと個人メドレーの選手だったが、最終的に自由形の選手になった。

### 2011年世界ジュニア選手権
2011年8月、リマで開催された世界ジュニア選手権に出場し、50m自由形で金メダル、100m自由形で銅メダルを獲得した。50m自由形は予選から大会記録を0秒18更新する25秒37をマークすると、準決勝と決勝でもそれぞれ25秒28と25秒22の大会記録（当時）を樹立し、今大会100m自由形の金メダリストであるリア・ニールを0秒08抑えて優勝した。

### 2012年オリンピック
2012年7-8月、ロンドンで開催のオリンピックにはケイトと姉妹揃っての出場となった。これによりブロンテ姉妹は、1972年ミュンヘン大会のモラス姉妹（カレンとナレル）とロジャース兄弟（グレッグとニール）以来、同じオリンピック競泳競技に出場した40年ぶりのオーストラリア兄弟姉妹となり、同じ種目に出場した初のオーストラリア兄弟姉妹となった。ブロンテは今大会唯一の出場となった50m自由形で準決勝に進出したが、決勝進出に0秒23届かず24秒94の10位に終わった。

### 2013年世界選手権
2013年7-8月、バルセロナで開催の世界選手権に出場。シニアの世界選手権デビューとなった今大会では4×100mフリーリレーで銀メダルを獲得した。2泳を務めた4×100mフリーリレー決勝は、1泳のケイト、3泳のエマ・マキーオン、4泳のアリシア・クーツと共に3分32秒43のコモンウェルス記録（当時）を樹立したが、アメリカにわずか0秒12差で敗れた。50m自由形ではケイトと共に準決勝を突破し、シニア主要国際大会の個人種目で初めて決勝に進出した。「姉と一緒に決勝を泳ぐことができて嬉しい」（ブロンテ）と話した決勝は、ケイトが24秒14で2位に入った中、ブロンテは24秒66の5位タイでメダルには0秒36届かず、個人種目の表彰台に姉妹揃って上がることはできなかった。

### 2014年コモンウェルスゲームズ
2014年7月、グラスゴーで開催されたコモンウェルスゲームズに出場し、4×100mフリーリレーと4×100mメドレーリレー（予選のみ出場）で金メダル、100m自由形で銀メダル、50m自由形で銅メダルを獲得した。1泳を務めた4×100mフリーリレー決勝は、2泳のメラニー・シュランガー、3泳のエマ・マキーオン、4泳のケイトと共に3分30秒98の世界記録（当時）を樹立し、高速水着時代の2009年にオランダがマークした3分31秒72を更新して金メダルを獲得した。ブロンテは53秒15の大会記録（当時）を樹立して1位で2泳へ繋いだ。50m自由形では24秒20の自己ベスト（当時）で3位に入り、シニア主要国際大会の個人種目で初めてメダルを獲得した。また、この種目では2位にケイトも入ったため、コモンウェルスゲームズの個人種目の表彰台に揃って上がった初の姉妹となった。100m自由形では決勝で初めて53秒の壁を破り、2012年ロンドンオリンピック金メダル相当の52秒86をマークしたが、52秒68の大会記録（当時）を樹立したケイトに敗れた。ケイトとブロンテはコモンウェルスゲームズの同じレースで金メダルと銀メダルを獲得した初の姉妹となった。

### 2014年パンパシフィック選手権
2014年8月、ゴールドコーストで開催されたパンパシフィック選手権に出場し、4×100mフリーリレーで金メダル、50m・100m自由形で銀メダルを獲得した。100m自由形はケイトに0秒73及ばなかった。4泳を務めた4×100mフリーリレーではケイト（1泳）らと共に3分32秒46の大会記録（当時）を樹立し、2010年アーバイン大会でアメリカがマークした3分35秒11を大幅に更新して優勝した。50m自由形は23秒96の大会記録（当時）を樹立したケイトに0秒60及ばなかった。

### 2014年世界短水路選手権
2014年12月、ドーハで開催の世界短水路選手権に出場し、50m自由形と4×100mメドレーリレーで銀メダルを獲得した。100m自由形では50mをトップ（24秒59）で折り返したが、メダルには0秒18届かず4位に終わった。50m自由形は決勝において、ケイトの持つ短水路オーストラリア記録（当時23秒47）に迫る23秒62をマークしたが、ラノミ・クロモウィジョジョに0秒30差で敗れた。4泳を務めた4×100mメドレーリレー決勝ではエミリー・シーボーム（3泳）らと共に3分50秒31をマークしたが、ディフェンディングチャンピオンのデンマークに1秒45及ばなかった。

### 2015年世界選手権

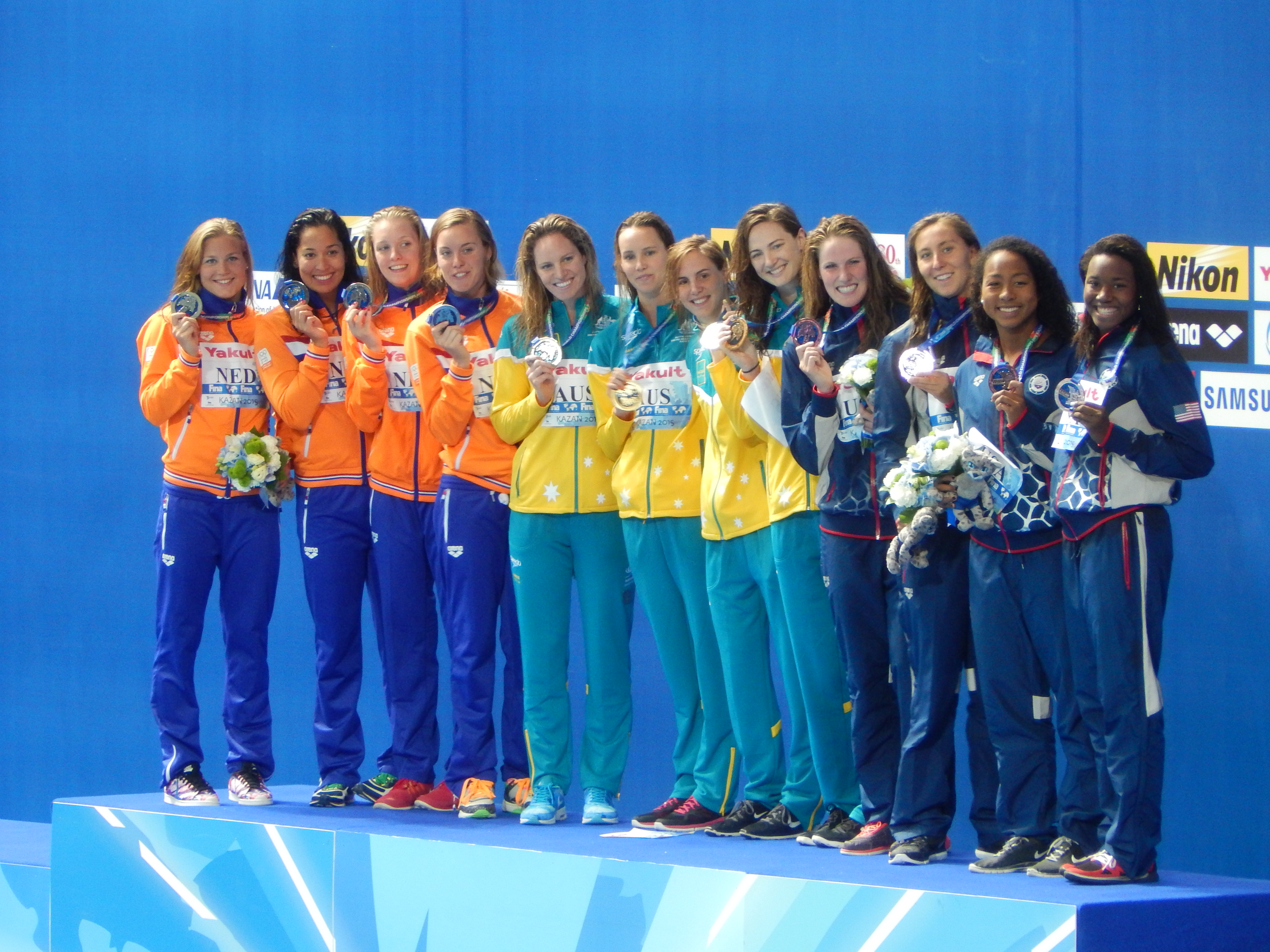
2015年世界選手権4×100mフリーリレーのメダルセレモニー

2015年8月、カザンで開催の世界選手権に出場し、50m・100m自由形と4×100mフリーリレーの3冠を達成し、4×100mメドレーリレーで銅メダルを獲得した。3泳を務めた4×100mフリーリレー決勝では51秒77という驚異的なスプリットタイムをマーク。4×100mフリーリレーでは史上最速、リレー全般では1年前の2014年コモンウェルスゲームズのメドレーリレーでケイトがマークした51秒59に次ぐ史上2番目の速さで泳ぎ（ともに当時）、1泳のエミリー・シーボーム、2泳のエマ・マキーオン、4泳のケイトと共に3分31秒48の大会記録（当時）を樹立して優勝した。ブロンテはこの種目で2007年メルボルン大会以来、8年ぶりとなるオーストラリアの優勝に貢献し、世界大会の表彰台のトップに初めてケイトと立った。リレーでの勢いそのままに100m自由形の決勝では52秒52の自己ベスト（当時）をマークし、前回大会2位のサラ・ショーストレムを0秒18、2012年後半からこの種目無敗だったディフェンディングチャンピオンのケイトを0秒30抑えて優勝した。世界選手権の同一大会でメダルを獲得した兄弟姉妹は、2003年バルセロナ大会と2007年メルボルン大会のピアソル兄妹（背泳ぎのアーロンと自由形のヘイリー）しかおらず、ブロンテ姉妹は同一種目でメダルを獲得した初の兄弟姉妹となった。50m自由形の決勝でも24秒12の自己ベストをマークし、ディフェンディングチャンピオンのラノミ・クロモウィジョジョを0秒10、サラ・ショーストレムを0秒19抑えて優勝した。これによりブロンテは、2007年メルボルン大会のリスベス・トリケット、2009年ローマ大会のブリッタ・シュテフェンに次いで、世界選手権の50m・100m自由形の2冠を達成した史上3人目の女子選手となった。
4泳を務めた4×100mメドレーリレー決勝ではフリーリレーに続いて51秒78という素晴らしいスプリットタイムをマークし、5位だった順位を3位まで押し上げる活躍を見せた。

### 2016年オリンピック
2016年8月、リオデジャネイロで開催されたオリンピックには左肩に痛みを抱えながら出場した。その影響もあってか、前半の4×100mフリーリレーこそ金メダルを獲得したが、世界チャンピオンとして臨んだ50m・100m自由形ではメダルを獲得することができなかった。3泳を務めた4×100mフリーリレー予選では、1泳のマディソン・ウィルソン、2泳のブリタニー・エルムズリー 、4泳のケイトと共に、2012年ロンドン大会でオーストラリアがマークした3分33秒15を更新する3分32秒39のオリンピック記録（当時）を樹立。1泳をエマ・マキーオンに代えて臨んだ決勝では3分30秒65の世界記録（当時）を樹立し、2014年コモンウェルスゲームズでオーストラリアがマークした3分30秒98を更新して優勝した。ブロンテは全選手中2番目に速い52秒15のスプリットタイムをマークし（1番はケイトの51秒97）、トップを泳ぐアメリカのダナ・ボルマーを追い抜き1位でケイトへ繋いだ。この優勝によりブロンテ姉妹は、オリンピック競泳競技で金メダルを一緒に獲得した初の兄弟姉妹となった。100m自由形は姉妹揃って決勝に進出したが、予選と準決勝でオリンピック記録（当時）を樹立した圧倒的優勝候補のケイトはプレッシャーから6位に終わり、ブロンテは50mを2位で折り返すもメダルには0秒05届かず4位に終わった。50m自由形はメダルに0秒31届かず7位に終わった。

### 2017年世界選手権
2017年7月、ブダペストで開催された世界選手権には、リオデジャネイロオリンピックの時に悩まされた左肩に加え、右肩の痛みにも悩まされながらの出場となった。連覇のかかっていた50m・100m自由形はメダルを獲得することができなかったが、4×100mフリーリレーと混合4×100mメドレーリレーで銀メダル、4×100mメドレーリレーで銅メダルを獲得した。2泳を務めた4×100mフリーリレー決勝では52秒14という第2泳者の中で最速のスプリットタイムをマーク。1泳のシェイナ・ジャック、3泳のブリタニー・エルムズリー 、4泳のエマ・マキーオンと共に3分32秒01をマークしたが、アメリカに0秒29差で敗れ連覇を逃した。4泳を務めた混合4×100mメドレーリレー決勝では52秒30のスプリットタイムをマークし、1泳のミッチェル・ラーキン、2泳のダニエル・ケイブ､4泳のエマ・マキーオンと共に3分41秒21のオセアニア記録（当時）を樹立。3分38秒56の世界記録（当時）を樹立したアメリカにこそ敗れたが、3位のカナダに0秒04差で競り勝ち銀メダルを獲得した。連覇のかかっていた100m自由形と50m自由形では決勝に進出するも、100m自由形は53秒18で7位（3位と0秒49差）、50m自由形は24秒58で6位タイ（3位と0秒61差）に終わり、連覇はおろかメダルを獲得することもできなかった。4泳を務めた4×100mメドレーリレー決勝では、1泳のエミリー・シーボーム、2泳のテーラー・マキオン、3泳のエマ・マキーオンと共に3分54秒29をマークし、3分51秒55の世界記録（当時）を樹立したアメリカ、3分53秒38のヨーロッパ記録を樹立したロシアに次いで銅メダルを獲得した。

### 2018年コモンウェルスゲームズ
2018年4月、ゴールドコーストで開催されたコモンウェルスゲームズに出場。自国開催の今大会では、100m自由形・4×100mフリーリレー・4×100mメドレーリレーの3冠を達成し、50m自由形で銀メダルを獲得した。2泳を務めた4×100mフリーリレー決勝では52秒03のスプリットタイムをマークし、1泳のシェイナ・ジャック、3泳のエマ・マキーオン、4泳のケイトと共に3分30秒05の世界記録（当時）を樹立。2016年リオデジャネイロオリンピックでオーストラリアがマークした3分30秒65を更新して優勝した。50m自由形では決勝でコモンウェルス記録を樹立したケイトに0秒48及ばなかったものの、テーラー・ラックと同着2位に入り、前回大会の3位から順位を上げた。100m自由形では決勝で3年ぶりの自己ベストおよび世界歴代4位タイ（当時）の52秒27をマーク。ケイトの持つオーストラリア記録（当時52秒06秒）に迫るとともに、ディフェンディングチャンピオンのケイトが準決勝で樹立した大会記録（52秒64）を更新し、ケイトを0秒42抑えて優勝した。ブロンテとケイトの順位は前回大会と入れ替わり、ブロンテはコモンウェルスゲームズの個人種目で初のチャンピオンに輝いた。4泳を務めた4×100mメドレーリレー決勝では、1泳のエミリー・シーボーム、3泳のエマ・マキーオンらと共に3分54秒36の大会記録を樹立
して優勝した。ブロンテは51秒57という驚異的なスプリットタイムをマークし、順位を2位から1位へ押し上げる活躍を見せた。

### 2019年世界選手権
2019年7月、光州で開催された世界選手権に出場し、4×100mフリーリレーと混合4×100mメドレーリレー（予選のみ出場）で金メダル、混合4×100mフリーリレーで銀メダルを獲得した。1泳を務めた4×100mフリーリレー決勝では52秒85のスプリットタイムをマークし、2泳のブリアナ・スロッセル、3泳のエマ・マキーオン、4泳のケイトと共に3分30秒21の大会記録（当時）を樹立。2015年カザン大会でオーストラリアが樹立した従来の記録を1秒27更新し、2018年コモンウェルスゲームズでオーストラリアが樹立した世界記録（当時）に0秒16差と迫るタイムで優勝した。4泳を務めた混合4×100mフリーリレー決勝では52秒36のスプリットタイムをマークし、1泳のカイル・チャルマーズ、2泳のクライド・ルイス、3泳のエマ・マキーオンと共に3分19秒97のオセアニア記録（当時）を樹立したが、3分19秒40の世界記録（当時）を樹立したアメリカに敗れた。今大会唯一の個人種目となった50m自由形は4大会連続の決勝に進出するも、銅メダルを獲得したケイトと0秒37差の8位に終わった。

### 2020年オリンピック（1年延期）
2021年7-8月、東京で開催されたオリンピックに出場し、4×100mフリーリレーで金メダル、混合4×100mメドレーリレー（予選のみ出場）で銅メダルを獲得した。1泳を務めた4×100mフリーリレー決勝では、2泳のメグ・ハリス、3泳のエマ・マキーオン、4泳のケイトと共に3分29秒69の世界記録（当時）を樹立し、2018年コモンウェルスゲームズでオーストラリアがマークした3分30秒05を更新して優勝した。
ブロンテは52秒62のスプリットタイムをマークし、オリンピック記録（当時）を樹立したサラ・ショーストレムに次ぐ2位で2泳へ繋いだ。

### 2020年オリンピック以降
肩、首、背中、腰に痛みを抱え、日常生活にも支障をきたしていたことから東京オリンピック後に18カ月の休養を取った。その間にクイーンズランド工科大学で経営学の学位を取得したり、アーンスト・アンド・ヤングでシニアコンサルタントとして働いたり、怪我のリハビリなどに励んだ。その結果、痛みがかなり軽減されたためパリオリンピックを目指すことを決意し、7歳の時から師事していたサイモン・キューザックの下を離れ活動拠点を移した。そしてオーストラリアオリンピック選考会の100m自由形で4位に入り、4×100mフリーリレーでオーストラリア代表入りを果たした。

### 2024年オリンピック
2024年7-8月、パリで開催されたオリンピックの4×100mフリーリレーに出場して金メダルを獲得した（予選のみの出場）。キャメロン・マケボイと共に今大会で4度目のオリンピック出場を果たしたブロンテは、リーゼル・ジョーンズ、エミリー・シーボームに続いて、オリンピックに4大会出場した5人のオーストラリア競泳選手のうちの1人となった。

### 2024年オリンピック以降
パリオリンピック以降レースに出場していないが引退もしていない（2025年6月時点）。

## 人物

### 愛称
C2の愛称を持つ。姉ケイトの愛称はC1。

### ケイトの陰

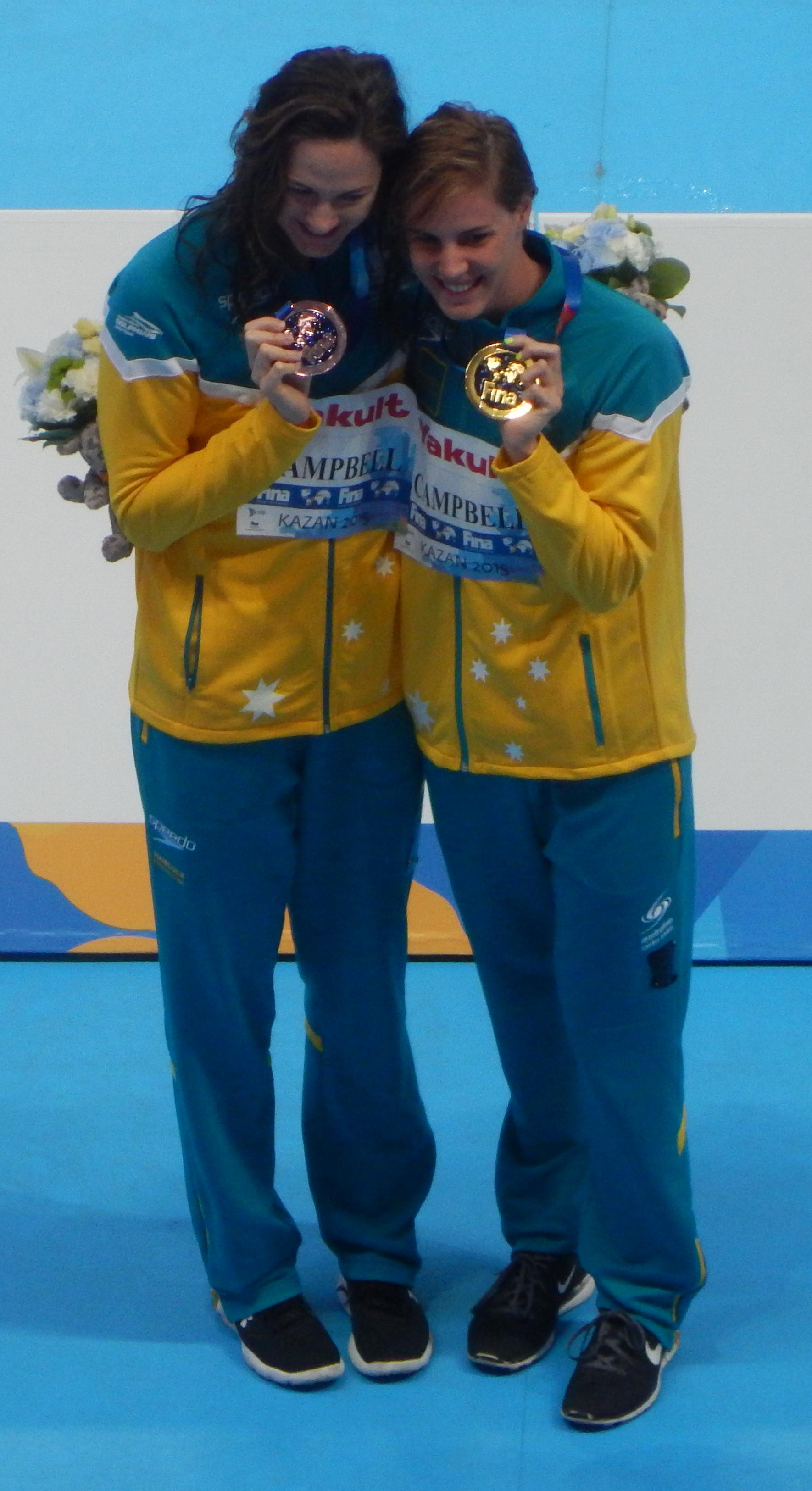
2015年世界選手権100m自由形のメダルセレモニー。ブロンテ（右）とケイト（左）

ジュニア世界タイトルを獲得、18歳でオリンピックデビュー、100m自由形で18歳年齢別オーストラリア記録（当時）を樹立など、若い頃からブロンテ自体も十分優秀な選手だったが、同じ時代に同じ種目で活躍していた姉のケイトが偉大すぎたため、「ケイト・キャンベルの陰」とマスメディアなどから言われた。2015年世界選手権の100m自由形でケイトに先着して優勝した時は、「ケイトの陰から抜け出した」などと報じられた。
しかし昔からケイトのほうが実力が上だったわけではなく、競泳を始めた当初は熱心に取り組んでいたブロンテのほうが上だった。ブリスベンに移住後、ケイト9歳、ブロンテ7歳の時に初めて出場した水泳カーニバルで、ケイトが銅メダル1個の獲得に対し、ブロンテは年齢別の4種目全てで優勝して金メダルとトロフィーを獲得した。ブロンテがしばらく家の中でもメダルを首にかけて過ごし、トロフィーを持って朝食に現れるなどしたため、ケイトは嫉妬からブロンテのメダルとトロフィーをベッドの下に隠した。そのメダルとトロフィーを見つけた母ジェニーから「ブロンテのようにメダルを獲りたいなら、ブロンテと同じように努力しなさい」と諭された結果、ケイトは熱心に競泳に取り組むようになり、16歳でオリンピックに出場してメダルを獲得するほどまでの選手に成長した。

#### キャンベル姉妹が一緒に泳いだ主要国際大会決勝の成績
| 年   | 大会                   | 場所             | 種目       | 結果     | 結果     |
| 年   | 大会                   | 場所             | 種目       | ケイト   | ブロンテ |
| ---- | ---------------------- | ---------------- | ---------- | -------- | -------- |
| 2013 | 世界選手権             | バルセロナ       | 50m自由形  | 銀メダル | 5位      |
| 2014 | コモンウェルスゲームズ | グラスゴー       | 50m自由形  | 銀メダル | 銅メダル |
| 2014 | コモンウェルスゲームズ | グラスゴー       | 100m自由形 | 金メダル | 銀メダル |
| 2014 | パンパシフィック選手権 | ゴールドコースト | 50m自由形  | 金メダル | 銀メダル |
| 2014 | パンパシフィック選手権 | ゴールドコースト | 100m自由形 | 金メダル | 銀メダル |
| 2015 | 世界選手権             | カザン           | 50m自由形  | 4位      | 金メダル |
| 2015 | 世界選手権             | カザン           | 100m自由形 | 銅メダル | 金メダル |
| 2016 | オリンピック           | リオデジャネイロ | 50m自由形  | 5位      | 7位      |
| 2016 | オリンピック           | リオデジャネイロ | 100m自由形 | 6位      | 4位      |
| 2018 | コモンウェルスゲームズ | ゴールドコースト | 50m自由形  | 金メダル | 銀メダル |
| 2018 | コモンウェルスゲームズ | ゴールドコースト | 100m自由形 | 銀メダル | 金メダル |
| 2019 | 世界選手権             | 光州             | 50m自由形  | 銅メダル | 8位      |

### 怪我
2015年世界選手権で世界タイトルを獲得して以来、怪我に悩まされてきた。肩、背中、首、腰、股関節など様々な体の箇所に痛みを抱え、ヨガ、瞑想、鍼治療、マッサージなどを取り入れて痛みと付き合ってきた。背中が痛くて30分以上座っていられないため、友人と食事に出かけられないなど日常生活にも支障をきたしていた。

## 家族
父エリックは学校レベルの元ラグビー選手。母ジェニーは元シンクロナイズドスイミングの南アフリカ代表選手（アパルトヘイトの影響で国際大会に出場できず）で、マラウイの高校で水泳を教えていた。三女のジェシカは元競泳選手。
長男で弟のヘイミッシュは生まれつき重度の脳性麻痺を患っていて、24時間体制の介護が必要となっている。1歳児から3歳児並みの発達具合でコミュニケーション能力も限られ、視覚障害も抱えている。過去に何度も手術を受けるなど健康問題に直面してきたが、28歳（2024年時点）になっても生きており、それを家族は奇跡と呼んでいる。
幼馴染でシドニー在住のミュージシャン、Benfield Lainchburyと8年間の交際を経て2024年8月に婚約した。

## 成績

### 主要国際大会
世界水泳連盟のウェブサイト参照
| 年                 | 大会                   | 場所               | 種目                     | 結果               | 記録               | 泳順               | 備考               |
| オーストラリア代表 | オーストラリア代表     | オーストラリア代表 | オーストラリア代表       | オーストラリア代表 | オーストラリア代表 | オーストラリア代表 | オーストラリア代表 |
| ------------------ | ---------------------- | ------------------ | ------------------------ | ------------------ | ------------------ | ------------------ | ------------------ |
| 2011               | 世界ジュニア選手権     | リマ               | 50m自由形                | 金メダル           | 25秒22             |                    | 大会記録           |
| 2011               | 世界ジュニア選手権     | リマ               | 100m自由形               | 銅メダル           | 55秒46             |                    |                    |
| 2011               | 世界ジュニア選手権     | リマ               | 4x100mフリーリレー       | 8位                | 3分48秒52          | 4泳                |                    |
| 2011               | 世界ジュニア選手権     | リマ               | 4x100mメドレーリレー     | 7位                | 4分11秒18          | 4泳                |                    |
| 2012               | オリンピック           | ロンドン           | 50m自由形                | 準決勝10位         | 24秒94             |                    |                    |
| 2013               | 世界選手権             | バルセロナ         | 50m自由形                | 5位                | 24秒66             |                    |                    |
| 2013               | 世界選手権             | バルセロナ         | 100m自由形               | 準決勝11位         | 54秒46             |                    |                    |
| 2013               | 世界選手権             | バルセロナ         | 4x100mフリーリレー       | 銀メダル           | 3分32秒43          | 2泳                | コモンウェルス記録 |
| 2014               | コモンウェルスゲームズ | グラスゴー         | 50m自由形                | 銅メダル           | 24秒20             |                    | 自己ベスト         |
| 2014               | コモンウェルスゲームズ | グラスゴー         | 100m自由形               | 銀メダル           | 52秒86             |                    | 自己ベスト         |
| 2014               | コモンウェルスゲームズ | グラスゴー         | 4x100mフリーリレー       | 金メダル           | 3分30秒98          | 1泳                | 世界記録           |
| 2014               | コモンウェルスゲームズ | グラスゴー         | 4x100mメドレーリレー     | 予選1位            | 3分59秒44          | 4泳                | 予選のみ出場       |
| 2014               | パンパシフィック選手権 | ゴールドコースト   | 50m自由形                | 銀メダル           | 24秒56             |                    |                    |
| 2014               | パンパシフィック選手権 | ゴールドコースト   | 100m自由形               | 銀メダル           | 53秒45             |                    |                    |
| 2014               | パンパシフィック選手権 | ゴールドコースト   | 4x100mフリーリレー       | 金メダル           | 3分32秒46          | 4泳                | 大会記録           |
| 2014               | 世界短水路選手権       | ドーハ             | 50m自由形                | 銀メダル           | 23秒62             |                    |                    |
| 2014               | 世界短水路選手権       | ドーハ             | 100m自由形               | 4位                | 51秒65             |                    |                    |
| 2014               | 世界短水路選手権       | ドーハ             | 4x100mメドレーリレー     | 銀メダル           | 3分50秒31          | 4泳                |                    |
| 2015               | 世界選手権             | カザン             | 50m自由形                | 金メダル           | 24秒12             |                    |                    |
| 2015               | 世界選手権             | カザン             | 100m自由形               | 金メダル           | 52秒52             |                    | 自己ベスト         |
| 2015               | 世界選手権             | カザン             | 4x100mフリーリレー       | 金メダル           | 3分31秒48          | 3泳                | 大会記録           |
| 2015               | 世界選手権             | カザン             | 4x100mメドレーリレー     | 銅メダル           | 3分55秒56          | 4泳                |                    |
| 2016               | オリンピック           | リオデジャネイロ   | 50m自由形                | 7位                | 24秒42             |                    |                    |
| 2016               | オリンピック           | リオデジャネイロ   | 100m自由形               | 4位                | 53秒04             |                    |                    |
| 2016               | オリンピック           | リオデジャネイロ   | 4x100mフリーリレー       | 金メダル           | 3分30秒65          | 3泳                | 世界記録           |
| 2017               | 世界選手権             | ブダペスト         | 50m自由形                | 6位                | 24秒58             |                    |                    |
| 2017               | 世界選手権             | ブダペスト         | 100m自由形               | 7位                | 53秒18             |                    |                    |
| 2017               | 世界選手権             | ブダペスト         | 4x100mフリーリレー       | 銀メダル           | 3分32秒01          | 2泳                |                    |
| 2017               | 世界選手権             | ブダペスト         | 4x100mメドレーリレー     | 銅メダル           | 3分54秒29          | 4泳                |                    |
| 2017               | 世界選手権             | ブダペスト         | 混合4x100mメドレーリレー | 銀メダル           | 3分41秒21          | 4泳                | オセアニア記録     |
| 2018               | コモンウェルスゲームズ | ゴールドコースト   | 50m自由形                | 銀メダル           | 24秒26             |                    |                    |
| 2018               | コモンウェルスゲームズ | ゴールドコースト   | 100m自由形               | 金メダル           | 52秒27             |                    | 大会記録           |
| 2018               | コモンウェルスゲームズ | ゴールドコースト   | 4x100mフリーリレー       | 金メダル           | 3分30秒05          | 2泳                | 世界記録           |
| 2018               | コモンウェルスゲームズ | ゴールドコースト   | 4x100mメドレーリレー     | 金メダル           | 3分54秒36          | 4泳                | 大会記録           |
| 2019               | 世界選手権             | 光州               | 50m自由形                | 8位                | 24秒48             |                    |                    |
| 2019               | 世界選手権             | 光州               | 4x100mフリーリレー       | 金メダル           | 3分30秒21          | 1泳                | 大会記録           |
| 2019               | 世界選手権             | 光州               | 混合4x100mフリーリレー   | 銀メダル           | 3分19秒97          | 4泳                | オセアニア記録     |
| 2019               | 世界選手権             | 光州               | 混合4x100mメドレーリレー | 予選2位            | 3分42秒22          | 4泳                | 予選のみ出場       |
| 2021               | オリンピック           | 東京               | 4x100mフリーリレー       | 金メダル           | 3分29秒69          | 1泳                | 世界記録           |
| 2021               | オリンピック           | 東京               | 混合4x100mメドレーリレー | 予選4位            | 3分42秒35          | 4泳                | 予選のみ出場       |
| 2024               | オリンピック           | パリ               | 4x100mフリーリレー       | 予選1位            | 3分31秒57          | 2泳                | 予選のみ出場       |

## 記録

### 樹立した世界記録
全て元世界記録
| 水路   | 種目                   | 記録      | 泳順 | 日付           | 大会                          | 場所             | 脚注   |
| ------ | ---------------------- | --------- | ---- | -------------- | ----------------------------- | ---------------- | ------ |
| 短水路 | 混合4x50mフリーリレー  | 1分31秒13 | 3泳  | 2013年11月10日 | ワールドカップ                | 東京             | [ 76 ] |
| 短水路 | 混合4x50mフリーリレー  | 1分29秒61 | 4泳  | 2013年11月10日 | ワールドカップ                | 東京             | [ 76 ] |
| 長水路 | 混合4x100mフリーリレー | 3分23秒29 | 4泳  | 2014年2月1日   | BHPビリトン･スーパー･シリーズ | パース           | [ 77 ] |
| 長水路 | 4x100mフリーリレー     | 3分30秒98 | 1泳  | 2014年7月24日  | コモンウェルスゲームズ        | グラスゴー       | [ 18 ] |
| 長水路 | 4x100mフリーリレー     | 3分30秒65 | 3泳  | 2016年8月6日   | オリンピック                  | リオデジャネイロ | [ 40 ] |
| 長水路 | 4x100mフリーリレー     | 3分30秒05 | 2泳  | 2018年4月5日   | コモンウェルスゲームズ        | ゴールドコースト | [ 46 ] |
| 長水路 | 4x100mフリーリレー     | 3分29秒69 | 1泳  | 2021年7月25日  | オリンピック                  | 東京             | [ 56 ] |

### 自己ベスト
世界水泳連盟のウェブサイト参照
| 種目       | 記録   | 日付          | 大会                   | 場所             | 備考   |
| 長水路     | 長水路 | 長水路        | 長水路                 | 長水路           | 長水路 |
| ---------- | ------ | ------------- | ---------------------- | ---------------- | ------ |
| 50m自由形  | 24秒12 | 2015年8月9日  | 世界選手権             | カザン           |        |
| 100m自由形 | 52秒27 | 2018年4月9日  | コモンウェルスゲームズ | ゴールドコースト |        |
| 短水路     |        |               |                        |                  |        |
| 50m自由形  | 23秒62 | 2014年12月7日 | 世界短水路選手権       | ドーハ           |        |
| 100m自由形 | 51秒65 | 2014年12月5日 | 世界短水路選手権       | ドーハ           |        |